# Lista de traduções do Alcorão
As traduções do Alcorão são as interpretações do livro sagrado do Islão para línguas diferentes do árabe, idioma no qual foi escrito originalmente. Ainda que traduzir o Alcorão seja um conceito de extrema dificuldade, tanto teológica como linguisticamente, as escrituras do Islã já foram traduzidas para a maior parte dos idiomas da África, Ásia e Europa.

## Principais traduções do Alcorão

### Por data de impressão

#### Séculos VII ao X
- Salman, o Persa traduziu a al-Fatiha (primeira sura do Alcorão) do árabe para o persa.[2]

- Aos eruditos de Constantinopla é creditado a realização da primeira tradução completa do Alcorão. Sabemos disso (e fragmentos substanciais são preservados) porque foi usado por Nicetas Byzantius, um erudito de Constantinopla, em sua "Refutatio" escrita entre 855 e 870. A língua usada foi o grego.

- Embora não exista hoje, uma tradução sindi foi concluída em 994 em Alwar (atual Sindh, Paquistão), que havia sido encomendada por Abdullah bin Umar bin Abdul Aziz.

- Tafsir-e Tabari: A primeira tradução completa do Alcorão em persa, junto com seu tafsir, que sobreviveu até hoje. O livro é uma tradução de Tafsir al-Tabari (Coleção de declarações sobre interpretação de versos do Alcorão) em árabe.

#### Século XI
- Tradução persa chamada de "Qur'an Quds", traduzida por um tradutor desconhecido.[3]

#### Século XII
- 1143, em latim: Lex Mahumet pseudoprophete — por um grupo liderado por Roberto de Ketton, sob a direção do bendito Pedro, o Venerável.

#### Século XIII
- 1193-1216, em latim, tradução melhorada feita por Marcos de Toledo

#### Século XVI
- 1543, reimpressão do texto latino do Lex Mahumet pseudoprophete (1143), editado por Theodor Bibliander.[4]
- 1547, em italiano, em Veneza

- 1547, em italiano, feita a partir da versão de Pedro, o Venerável, por Andrea Arrivabene, em Veneza

#### Século XVII
- 1616, em alemão - Alcoranus Mahometicus, feita a partir do italiano, por S. Schweigger, de Nuremberg
- 1647, em francês - L'Alcoran de Mahomet, feita a partir do árabe, por André du Ryer, primeira a ser feita diretamente para um idioma europeu contemporâneo
- 1649, em inglês - L'Alcoran de Mahomet, a partir do francês, por Alexander Ross
- 1657, em holandês, a partir do francês, por Jan Hendriksz Glazemaker
- 1696, em neerlandês - Mahomets Alkoran, a partir do francês, por Hendrik Jan Glasemaker
- 1698, em latim (terceira tradução para o idioma), com diversas notas e comentários (sob uma perspectiva cristã e precedida por uma biografia do profeta Maomé e uma discussão das doutrinas islâmicas de autoria do padre Louis Maracci, confessor do Papa Inocêncio XI feita em Pádua.[5]

#### Século XVIII
- 1734-??-??, em inglês, Koran, Commonly called The Alcoran of Mohammed, traduzida diretamente do árabe, com comentários e notas explicatórias e introdução, de autoria de George Sale, evidentemente utilizando-se da versão latina de Maracci (Pádua, 1698). Uma das cópias foi de propriedade de Thomas Jefferson, um dos Founding Fathers dos Estados Unidos, sobre a qual Keith Ellison, primeiro muçulmano eleito ao congresso americano, realizou seu juramento (no lugar da Bíblia, tradicionalmente usada para este propósito).

#### Século XIX
- 1841-??-??, Leipzig, editado por Gustav Fluegel.[6]
- 1858, polonês, Quran (al Quran), por Jan Murza Tarak Buczacki
- 1861-??-??, em inglês, The Quran, de John Medows Rodwell[5]
- 1880, em inglês, The Qur’ân, de Edward Henry Palmer
- 1886, em bengalês, ?, de  Girish Chandra Sen

#### Século XX
- 1910. urdu - Kanzul Iman, de Ahmad Raza Khan, fundador do movimento Barelwi
- 1917-??-??, em inglês - The Holy Qur'an, de Maulana Muhammad Ali, ISBN 0-913321-11-7.[7]
- 1930-??-??, em inglês, The Meaning of the Glorious Koran — de Marmaduke Pickthall, ISBN 1-879402-51-3[8]
- 1934-??-??, em inglês, The Holy Qur'an: Text, Translation and Commentary — , de Abdullah Yusuf Ali, ISBN 0-915957-76-0.
- 1936, em bósnio, Kur´an de Hafiz Muhamed Pandža e Džemaludin Čaušević
- 1955-??-??, em inglês, The Koran Interpreted: A Translation — de Arthur John Arberry, ISBN 0-684-82507-4.
- 1979, em português (directamente do àrabe), José Pedro Machado, Alcorão. Lisboa, Junta de Investigações Científicas do Ultramar, 1979.
- 1985-??-??, em inglês, Noble Qur'an — de Muhammad Muhsin Khan.
- 1986, em polonês, Koran, de Józef Bielawski
- 1987, em húngaro, Korán de Róbert Simon
- 1989-05-??, em inglês, The Qur'an — de M. H. Shakir ISBN 0-940368-16-1.
- 1998-??-??, em sueco, Koranens budskap — de Mohammed Knut Bernström
- 1936, em hebraico, "AlQur'an", de Josef Rivlin
- 1971, em hebraico, "HaQur'an", de Aharon Ben Shemesh
- 1981, em inglês, Al Qur'aan, de As Sayyid Imam Isa Al Haadi Al Mahdi, fundador da Comunidade Ansaaru Allah no Ocidente
- 1990, em tuvaluano, Te Kulini Tapu
- 1996, em inglês, El's Holy Qur'aan, de Malachi Z. York, para os Ministérios do Santo Tabernáculo

#### Século XXI
- 2001, em inglês, "The Holy Quran", de S. M. Afzal-ur-Rahman.
- 2005, em inglês, "The Noble Qur'an: A New Rendering of its Meaning in English", de AbdalHaqq e Aisha Bewley.
- 2006, em inglês, "Quran: a Reformist Translation", de Edip Yuksel, Layth al-Shaiban, Martha Schulte/Nafeh[9]
- 2003, em inglês, "The Message: God's Revelation to Humanity", ProgressiveMuslims.Org.
- 2003, em inglês, The Qur'an As It Explains Itself, de Shabbir Ahmed.
- 2004, em inglês, "The Qur'an" (Oxford World Classics), de M.A.S Abdel Haleem
- 2005, em hebraico, "HaQur'an", de Uri Rubin
- 2007, em estoniano, "Koraan", de Haljand Udam

### Por idioma

#### Africâner
- Die Heilige Qur'ān, por Imam Muhammad A Baker.  Primeira edição em 1961, o estilo reflete o africâner utilizado entre as décadas de 1940 e 60. O autor utilizou deliberadamente uma ortografia que imita a pronúncia árabe, ainda que muitas palavras já tivessem sido absorvidas pelo africâner padrão com uma grafia ou pronúncia diferente. É uma tradução literal, porém o texto soa como um africâner normal, idiomático, com algumas poucas idiossincrasias islâmicas aqui e ali. A palavra sura foi traduzida como "hoofstuk" ("capítulo"). O livro não contém o texto em árabe.
- Uma tradução mais recente do Alcorão foi feita, utilizando-se dos princípios da equivalência dinâmica; a versão, no entanto, não é popular entre os muçulmanos que falam o africâner.

#### Alemão
- Alcoranus Mahometicus: das ist, der Türcken Alcoran, Religion und Aberglauben: auss welchem zu vernemen wann unnd woher ihr falscher Prophet Machomet seinen Ursprung oder Anfang genommen, mit was Gelegenheit derselb diss sein Fabelwerck, lächerliche und närrische Lehr gedichtet und erfunden ... / erstlich auss der arabischen in die italianische, jetzt aber inn die teutsche Sprach gebracht durch, 1616, S. Schweigger, Nuremberg.
- Corani textus arabicus, em árabe, por Gustav Leberecht Flügel. Leipzig, 1834.
- Der Koran : das heilige Buch des Islam / [nach der Übertragung von Ludwig Ullmann neu bearbeitet und erläutert von L. W.Winter]. - 1. Auflage. - München : Goldmann, 1959. - 506 Seiten. (Aus dem Arabischen wortgetreu neu übersetzt, und mit erläuternden Anmerkungen versehen, von Dr. Ludwig Ullmann. Druck und Verlag der J. H. Funcke’schen Buchhandlung, Crefeld 1840).
- Der Koran, tradução e comentários de Rudi Paret, Kohlhammerverlag, Stuttgart-Berlim-Colônia, 1971.

#### Balúchi
- Moulana Huzoor Bakhsh

#### Bengali
- Moulana Mohiuddin Khan
- Girish Chandra Sen

#### Bósnio
- Džemaludin Čaušević e Muhamed Pandža
- Besim Korkut

#### Búlgaro
- Tzvetan Teophanov: 1997, 1999, 2006. ISBN 954-957-101-7

#### Canarês
Existem pelo menos três traduções completas do Alcorão:
- Divya Qur'an, por um painel de tradutores
- Pavitra Qur'an, por S. Abdul Ghaffar[10]
- Qur'an Vyakhyana por S. Abdul Ghaffar e A.S. Puthige

#### Chinês
- Yusuf Ma Dexin,  宝命真经直解 (Escritura Verdadeira Revelada)[11]
- Muhammad Ma Jian

#### Dinamarquês
- Ellen Wulff (2006)
- Abdul Salam Madsen

#### Espanhol
- Julio Cortes, El Corán. Madrid, Ed. Herder, 1986. El Corán (Spanish-Arabic). Qum (Irán), Ansariyan Publicación, 1380 (2001). ISBN: 964-438-350-8
- Raúl González Bórnez, El Corán. Bogotá, Fundación Casa Cultural Islamica Ahlul Bayt, 2008. 2ª ed.: Qom (Irán), Fundación Cultural Oriente, 2010. ISBN: 978-964-2824-10-6
- Abdel Ghani Melara Navío, El Noble Corán. Y su traducción-comentario en lengua espanhola (arábigo/español). Medina al-Munawwara, Complejo del Rey Fahd, 2005. 1ª ed.: 1417 (1996).
- Rafael Castellanos y Ahmed Abboud, El Sagrado Corán. Buenos Aires, Editorial Arábigo El Nilo, 1953. Nueva versión castellana directamente del original arábigo, Buenos Aires, Editorial Arábigo El Nilo, 1964.
- Juan Vernet, El Corán. Barcelona, 1953.
- Joaquín García Bravo, El Corán. Barcelona, 1907.
- Juan Bautista Bergua Olavarrieta (O.B.B.J.), El Korán. Madrid, 1931.
- Rafael Cansinos Assens, El Korán. Madrid, Aguilar, 1951.

#### Esperanto
- Italo Chiussi, La Nobla Korano
- Muztar Abbasi, La traduko de la Sankta Kuraano

#### Estoniano
- Haljand Udam, Koraan (ISBN 9789985213148)

#### Francês
- L'Alcoran de Mahomet / translaté d'arabe françois par le Sieur Du Ryer, Sieur de la Garde Malezair., 1647, 1649, 1672, 1683, 1719, 1734, 1770, 1775, André du Ryer, Paris
- Le Coran / traduit de l'arabe, accompagné de notes et précédé d'un abrégé de la vie de Mahomet, tiré des écrivains orientaux les plus estimés, M. Savary, 1787, 1821, 1826, Paris
- Le Koran: traduction nouvelle faite sur le texte arabe / par M. Kasimirski interprète de la legation Française en Perse; revue et précédée d'une introduction par G. Pauthier., 1840, 1841, 1844 Biberstein-Kasimirski, Paris, 1970 Garnier Flamarion. Nouvelle édition.
- Le Coran, Kasimirski a partir do Petit dictionnaire de l'islam de Thomas Decker,  Maxi-livres, 2002.
- Le Coran, par Édouard Montet. Paris, Payot, 1949. 2ª ed., 1958.
- Le Coran, por Régis Blachère, Maisonneuve e Larose, 1950 reeditado em 2005, (ISBN 2-7068-1861-1)
- Le Coran, por Muhammad Hamidullah e Michel Leturmy, 1959, primeira tradução francesa feita diretamente a partir do texto em árabe (ISBN 2841610853).
- Le Coran, tradução e comentários de Denise Masson, Gallimard, 1967, (ISBN 207010009X)
- Le Coran, tradução por Jean Grosjean. Paris, Philippe Lebaud, 1979. (ISBN 2-86594-025-X)
- Le Saint Coran, traduction intégrale et notes de Abbass Ali Nadvi. Delhi (India), Kutub Khana Ishayat-ul-Islam, 2003. (1ª ed, 1989) (ISBN 9788172313036)
- Le Coran, l'appel, por André Chouraqui, Robert Laffont, 1990, (ISBN 2221069641)
- Le Coran, por Jacques Berque, Albin Michel, 1995, (ISBN 2-226-07739-1)
- Le Coran, por Hamza Boubakeur, Maisonneuve et Larose, 1995, 2 volumes (ISBN 270681134X)
- Le Coran, por Malek Chebel, Payot, 2001, 2 volumes (ISBN 222889480X)

#### Holandês
- De Arabische Alkoran: door de Zarazijnsche en de Turcksche prophete Mahometh, in drie onderscheyden deelen begrepen: van der Turcken religie, ghelove, aelmoessen, vasten, ghebeden, bedevaert na Mecha, met t'samen sijn gods-diensten, ende ceremonien, wetten ende rechten / uyt de Arabische spraecke nu nieuwelijcks in Hooghduytsch ghetranslateert met t'samen een aenhanghende voorreden, door Salomon Swigger ... ende wederom uyt het Hooghduytsch in Nederlantsche spraecke ghestelt. 1641, anônimo, Hamburgo.
- Jan Hendrik Glasemaker; 1696
- Tollens, L. J. A.;1859
- De Heilige Qor'aan, met Nederlandse vertaling; uitgave onder auspiciën van de Ahmadiyya Beweging; Rabwah, Paquistão, 1953 (edição bilíngüe)
- J.H. Kramers; 1956
- de koran; een weergave van de betekenis van de Arabische tekst in het Nederlands door Fred Leemhuis; Het Wereldvenster, Houten, 1989. (edição bilíngüe)

#### Hebraico
- Der Koran / aus dem Arabischen ins Hebräische übersetzt und erläutert von Herrmann Reckendorf., 1857 H. Reckendorf, Leipzig
- Josef Rivlin.
- Aharon Ben Shemesh.
- Uri Rubin

#### Húngaro
- Korán por Róbert Simon. Budapeste: Helikon, 1987

#### Inglês
- Alexander Ross, 1649, The Alcoran of Mahomet: Translated out of Arabique into French by the Sieur Du Ryer
- George Sale, 1734, KORAN, Commonly called The Alcoran of Mohammed, Translated into English immediately from the Original Arabic; with Explanatory Notes, taken from the most approved Commentators. To which is prefixed a Preliminary Discourse
- John Meadows Rodwell, 1861, The Koran (ISBN 0-8041-1125-1)
- E.H. Palmer, 1880, The Qur'an: The Sacred Books of the East Part Nine (ISBN 1-4179-3010-1)
- Mohammad Abdul Hakim Khan, 1905, The Holy Qur'an, Patiala[12]
- Hairat Dehlawi,1912,  The Koran Prepared, Delhi
- Mirzal Abu'l Fadl, 1912, Qur'an, Arabic Text and English Translation Arranged Chronologically with an Abstract, Allahabad
- Maulana Muhammad Ali, 1917 The Holy Qur'an: Text[13] (ISBN 0-913321-11-7)
- Al-Hajj Hafiz Ghulam Sarwar, 1920, Translation of the Holy Qur'an, Singapura
- Marmaduke Pickthall, 1930, The Meaning of the Glorious Qu'ran (ISBN 1-879402-51-3)
- Abdullah Yusuf Ali, 1934, The Meaning of the Holy Qur'an, Lahore, (ISBN 0-915957-76-0)
- Abdul Majid Daryabadi, 1941 The Holy Qur'an, English Translation, Lahore
- Arthur John Arberry, 1955, The Koran Interpreted: A Translation (ISBN 0-684-82507-4)
- N. J. Dawood, 1956, "The Koran", (ISBN 0-14-044558-7)
- Muhammad Asad, 1980, The Message of The Qur'an (ISBN 1-904510-00-0)
- M. H. Shakir, 1981 The Quran, Arabic and English (ISBN 0-940368-16-1)
- Zafar Ishaq Ansari, 1988 Towards Understanding the Qur'an, traduzido a partir da tradução do urdo de Abul Ala Maududi, Tafhim al Qur'an
- Dr. T. B. Irving, 1991 Noble Qur'an: Arabic Text & English Translation (ISBN 0-915597-51-9)
- AbdalHaqq and Aisha Bewley, 1999, rev. ed. 2005 The Noble Qur'an: A New Rendering of its Meaning in English, Bookwork, (ISBN 0-9538639-3-X)
- Dr. Muhammad Muhsin Khan and Dr. M. Taqi-ud-Din Al-Hilali, 1999, The Noble Quran (ISBN 1-59144-000-9)
- Dr. Zohurul Hoque, 2000 Translation and Commentary on The Holy Quran, Holy Qur-An Pub. Project, (ISBN 0-9678304-0-0)
- Dr. S.M. Afzal-ur-Rahman 2001, The Holy Quran
- Ahmed Ali, 2001 Al-Qur'an, a Contemporary Translation (ISBN 0691074992)(ISBN 978-0691074993)
- Muhammad Taqiuddin Sarwar, 2001, The Holy Qur'an, Islamic Seminary Inc., (ISBN 0-941724-00-X)
- Dr. Rashad Khalifa, 2001, Quran: The Final Testament, Universal Unity, (ISBN 1-881893-05-7)
- Shabbir Ahmed, 2003 The Qur'an As It Explains Itself, Galaxy
- ProgressiveMuslims.Org, 2003, The Message: God's Revelation to Humanity, iUniverse, Inc, (ISBN 0595290353)(ISBN 978-0595290352)
- M.A.S Abdel Haleem, 2004, The Qur'an (Oxford World Classics) (ISBN 0-19-283193-3)
- Thomas Cleary, 2004, The Qur'an: A New Translation (ISBN 1-929694-44-X)
- Syed Vickar Ahamed, The Quran. Lombard (Illinois), Book of Signs, 2006 (second edition) (ISBN 0-9773009-0-0)
- Ali Ünal, 2006 The Qur'an with Annotated Interpretation in Modern English (ISBN 978-1-59784-000-1)
- Alan Jones, 2007, The Qur'an Translated into English, Oxford, Gibb Memorial Trust (ISBN 978-0-906094-63-1)
- Dr. Edip Yuksel, Layth al-Shaiban, Dr. Martha Schulte-Nafeh, 2007 Quran: a Reformist Translation (Non-sexist, non-sectarian translation) BrainbowPress (ISBN 0-979-67150-7)
- Laleh Bakhtiar, 2007 The Sublime Quran ("A primeira tradução do Alcorão para o inglês feita por uma mulher americana")[14]

#### Italiano
- L'Alcorano di Macometto: nel qual si contiene la dottrina, la vita, i costumi, et le leggi sue / tradotto nuovamente dall' Arabo in lingua Italiana., 1547, Veneza
- Alessandro Bausani, 1955, Florença 1978, p. lxxix+771.
- Luigi Bonelli, 1929, Milão, p. 31+524\ 2ª ed. rev., Milão: Ulrico Hoepli 1972, p. 614. (4)
- Eugenio Camillo Branchi, 1913, Roma, p. 437
- Vincenio Caval Calza, 1847, Bastia, p. xiv+330
- Aquilio Fracassi, 1914", Milão, p.lxx+[6]+340+359. Editora Ulrico Hoelpi.
- Martino Mario Moreno, 1967, Turim, p. viii+605\ Turim: 1969, p. viii+605\ 2ª ed. [n.p.] 1971, p. vii+608
- Alferedo Violante, Roma: Casa Ed. Latina 1912.
- Angelo Terenzoni. Il Corano. (Faenza), Edizioni Polaris, 1995. ISBN: 88-342-1106-5
- Il Corano, Milão 1882/1913.[15]

#### Japonês
Existem pelo menos seis versões completas do Alcorão:
- Ken-ichi Sakamoto, 2 vol. 1920, p. 419+428 (traduzida a partir da versão em inglês de Rodwell)
- Goro Takahashi; Bunpachiro (Ahmad) Ariga & Mizuho Yamaguchi, 1938, p. 878.
- Toshihiko Izutsu, (translated from Arabic), Kaiwsha, 1945, 3 vol. Tóquio 1957, p. 952.
- Shumei Okawa, 1950, p. 882.
- Yasunari Ban & Osamu Ikeda, Tóquio 1970, p. 566.
- Ryoichi Mita Umar, 1972, p. 758.

#### Latim
- Primeira tradução (1141-1143) sob os auspícios de Pedro, o Venerável, feita por um grupo liderado por Roberto de Ketton (ou Roberto Quetenês, Robertus Ketenensis), conhecida como Lex Mahumet pseudoprophete; e posteriormente muito criticada.
- Segunda tradução (cerca de 1193-1216) por Marcos de Toledo, tida como uma melhoria considerável na anterior
- Primeira impressão (Bibliander) da Lex Mahumet pseudoprophete feita na Suíça (1543), durante a Reforma Protestante. Machumetis Saracenorum Principis, eiusque successorum vitae, ac doctrina, ipseqve Alcoran: quo uelut authentico legum diuinarum codice Agareni & Turcae, alijq[ue] Christo aduersantes populi regu[n]tur, quae ante annos CCCC ... D. Petrus Abbas Cluniacensis per uiros eruditos ... ex Arabica lingua in Latinam transferri curauit: his adiunctae sunt confutationes multorum, & quidem probatissimorum authorum, Arabum, Graecorum, & Latinorum, unà cum ... Philippi Melanchthonis praemonitione ... : adiunctae sunt etiam, Turcaru[m] ... res gestae maximè memorabiles, à DCCCC annis ad nostra usuq[ue] tempora: haec omnia in unum uolumen redacta sunt, 1543, I. Oporinus, Basiléia.
- Terceira tradução a partir do árabe 1691-1698, por Ludovico Marracci (Pádua); alguns estudiosos alegam que esta versão teria sido feita a partir do espanhol.[16]

#### Macedônio
- Hasan Džilo

#### Malaiala
- Muhammad Amani Maulavi, tradução e comentários
- Cheriyamundam Abdul Hameed Madani e Kunhi Mohammed Parappoor
- Tafheem ul-Quran[17] por Abul Aála Maudoodi[18]

#### Mandê
- Souleymane Kante
- Moulana Abul A'la Moudoodhi

#### Pachto
Existem diversas traduções do Alcorão para o idioma, estas são apenas algumas das mais famosas:
- Muhammad Fathullah Khan Kandahari: Impressa em Bhopal, Índia, é uma das primeiras traduções conhecidas para o idioma, e foi traduzida a partir da versão para o urdu de Shah Abdul Qadar Dehlavi. Versões manuscritas desta tradução estão guardadas na Biblioteca Raza, de Rampur, e na Biblioteca Idara-e-Adabyat-e-Urdu, em Hyderabad, na Índia.
- Tafsir Yassir, por Mulavi Murad Ali Khan Sahibzada, foi a segunda tradução e o primeiro tafsir em pachto. O primeiro volume foi completado em 1912 e o segundo em 1917.
- Fakhr-ut-Tafaaseer, por Mawlana Alyas Khan Peshawari Kuchiani, considerado um dos mais famosos tafsirs do Alcorão no idioma
- Mawlana Abdullah e Mawlana Abdul Aziz, tradução dos tafsirs de Mawlana Abdul Haq Darbangawi e Mawlana Wa'iz Kashifi, impresso em 1930 em Bombaim, na Índia.
- Din Muhammad Khan, tradução literal do Alcorão
- Mawlana Janbaz Sarfaraz Khan
- Aziz-ut-Tafaaseer, tafseer de Mulavi Sultan Aziz Khan.
- Mulavi Farooq Khan Ghalzi

#### Persa
Existem mais de 60 traduções completas do Alcorão para o persa, e diversas outras traduções parciais. No passado alguns tafsirs que incluíram trechos do Alcorão foram traduzidos como parte de uma tradução do Tafsir Tabari, no século X.
- Salman, o Persa (século VII), tradução parcial
- Qur'an Quds, tradutor desconhecido (antes do século X)
- Shah Waliullah (1703-1762)
- Mahdi Elahi-Ghomshei, (مهدی الهی‌قمشه‌ای)
- Mahdi Fouladvand[20]
- Naser Makarem Shirazi[21]
- Malik Fahd Council, sunita
- Ghodratollah Bakhtiarinejad[22] - do ramo dos muçulmanos corânicos

#### Polaco
- Jan Murza Tarak Buczacki
- Józef Bielawski

#### Português
- Helmi Nasr, Tradução do Sentido do Nobre Alcorão. Medina (Arábia Saudita), Complexo de Impressão do Rei Fahd, 2005 (1426 A.H.), edição bilíngüe (árabe/português).
- Samir El Hayek, O Significado dos Versículos do Alcorão Sagrado. São Paulo, Ed. Marsam, 1994. [1ª ed. 1974].
- Mansour Challita, O Alcorão - Livro Sagrado do Islã. Rio de Janeiro, Ed. Record, 2013.
- Nagib Modad, O Alcorão Sublime - versão do sentido em português. Belo Horizonte, Ed. Evoluir, 1961.  [tradução em versos decassílabos rimados]
- José Pedro Machado, Alcorão. Lisboa, Junta de Investigações Científicas do Ultramar, 1979.
- Américo de Carvalho, Alcorão. Mem Martins, Publicações Europa-América, 1978.
- M. Yiossuf Mohamed Adamgy, Alcorão Sagrado. Loures, Al Furqán, 1991, edição bilíngüe (árabe/português).
- Bento de Castro, Alcorão / Muhamad. Lourenço Marques (atual Maputo, Moçambique), Oficinas Gráficas de J. A. Carvalho, 1964. [2ª ed. 1974]
- Iqbal Ahmad Najam & Amina Edelweis de Almeida, O Sagrado Alcorão (The Holy Quran in Portuguese). Oxford (Inglaterra) e Islamabad (Paquistão), Islam International Publications, 1988.
- Sheikh Aminuddin Mohammad. O Nobre Al-Qur'an. Maputo (Moçambique), 2019.
- Anônimo. O Alcorão. "Traducção portugueza cuidadosamente revista". Rio de Janeiro, B.L. Garnier Editor, 1882.

#### Sueco
- Carl Johan Tornberg (1875)
- Karl Vilhelm Zetterstéen (1917)[23]
- Mohammed Knut Bernström

#### Suaíle
- Qur'ani Tukufu, por Ali Muhsin Al-Barwani

#### Tártaro
- Musa Bigiev

#### Turco
Mais de 50 traduções do Alcorão já foram feitas para o turco. Embora já se tenha alegado que o Alcorão foi traduzido pelo turco pela primeira vez sob instruções de Kemal Atatürk, existem fontes afirmando que traduções para o turco existiram desde o início da Era Islâmica.
- Sheikh Al-Fadl Mohamed Ben Idriss Al-Badlissi
- Tafsir al-Tibyiin, 1842, Cairo
- Tafsir-e zubdat al-athar, por Ahmad b. 'Abd Allah, 1875, 2 vol. Istambul 1292-1294/1875-77, p. 448+464.
- Ibrahim Hilmi, 1913 Terjumat el Koran, Istambul
- Hak dini Kur'an dili. Yeni mealli Türkçe tefsir, por Elmalılı Hamdi Yazır, 1935, 9 vol. Istambul 1935-1938\ 9 vol. 2ª ed. Istambul 1960-1962, p. 6632+229\ 9 vol. 3rd ed. Istanbul 1970, p. 6432+229.
- Abdülbaki Gölpınarlı, 1955, Istambul 1968, p. 688\ 2 vol. Istambul 1955, p. (38l)+(381 +Cxxxviii)
- Hüseyin Atay e Yaşar Kutluay, 1961, 3 vol. Ancara 1961, p. 32+814+7\ 1 vol. 5ª ed. Ancara: Diyanet İşleri Başkanlığı (Presidência de Assuntos Religiosos), 1980, p. 34+604
- Süleyman Ateş, 1975, 1st ed. Istambul 1975. p. 592\ Ancara: Kılıç Kitabevi 1977, p. 2+604+3+xxx
- Ali Bulaç, 1985, Istambul: Birim 1985, p. xxxviii+605.
- Yaşar Nuri Öztürk, 1993
- Mesaj Kuran Çevirisi, Edip Yüksel, 2000 (ISBN 9757891312)

#### Tuvaluano
- Te Kulini Tapu, 1990 [27]

#### Urdu
Já se listaram pelo menos 170 diferentes traduções do Alcorão para o urdu:
- Kanzul Iman, por Ahmad Raza Khan
- Al Bayan, por Ghazaliye Zaman Allama Syed Ahmed Saeed Kazmi
- Maulana Fateh Muhammad Jalandhry
- Shah Rafi al-Din
- Shah 'Abd al-Qadir
- Fatheh Mohammad Khan
- Sayyid Abul Ala Maududi
- Ghulam Ahmed Pervez
- Ameen Ahsan Islahi
- Maulana Muhammad Ali
- Maulana Mahmud Hasan
- Maulana Asraf Ali Thanvee (Índia)